# Vernaya
Vernaya és un gènere de rosegadors de la família dels múrids. Les espècies d'aquest grup viuen al sud de la Xina i el nord de Myanmar. El seu hàbitat natural són els boscos montans. Aquest tàxon fou anomenat en honor del naturalista anglès Arthur Stannard Vernay, que en recollí l'espècimen tipus durant una expedició a Myanmar amb Charles Suydam Cutting. Des del 2025 és classificat com l'únic gènere de la tribu dels vernayinis (Vernayini).